# Treças
Treças (en francès Tresses) és un municipi francès situat al departament de la Gironda i a la regió de la Nova Aquitània.

## Demografia
| 1962                                       | 1968  | 1975  | 1982  | 1990  | 1999  | 2007  |
| ------------------------------------------ | ----- | ----- | ----- | ----- | ----- | ----- |
| 1.002                                      | 1.130 | 1.735 | 2.695 | 3.368 | 3.592 | 3.928 |
| Des de 1962: població sense dobles comptes |       |       |       |       |       |       |

## Administració
| Període   | Identitat          | Partit        |
| --------- | ------------------ | ------------- |
| 1945-1951 | Jean-Léon Soubie   |               |
| 1951-1965 | S. Couailhac       |               |
| 1965-1977 | Marc Armenaud      |               |
| 1977-     | Jean-Pierre Soubie | Divers gauche |

## Agermanaments
- Fuenmayor